# Prix mondial Cino Del Duca
Prix mondial Cino Del Duca ("Cino Del Duca-världspriset") är ett franskt litteraturpris instiftat 1969 för att hedra Cino Del Duca (1899-1967). Priset delas ut årligen till en författare, inom vilket område som helst och från vilket land som helst, vars verk förmedlar ett budskap om modern humanism. Sedan 2005 handhas priset av Institut de France. Prissumman är 300 000 euro.

## Pristagare
- 1969: Konrad Lorenz, österrikisk zoolog och ornitolog
- 1970: Jean Anouilh, fransk dramatiker
- 1971: Ignazio Silone, italiensk författare
- 1972: Victor Weisskopf, Austrian-American physicist
- 1973: Jean Guéhenno, fransk författare
- 1974: Andrej Sacharov, sovjetisk kärnfysiker
- 1975: Alejo Carpentier, kubansk författare
- 1976: Lewis Mumford, amerikansk historiker
- 1977: Germaine Tillion, fransk antropolog
- 1978: Léopold Senghor, senegalesisk diktare och politiker
- 1979: Jean Hamburger, fransk kirurg och essäist
- 1980: Jorge Luis Borges, argentinsk författare
- 1981: Ernst Jünger, tysk författare
- 1982: Yaşar Kemal, turkisk författare
- 1983: Jacques Ruffié, fransk författare och lärare
- 1984: Georges Dumézil, fransk komparativ filolog
- 1985: William Styron, amerikansk författare
- 1986: Thierry Maulnier, fransk författare
- 1987: Denis Burkitt, brittisk kirurg
- 1988: Henri Gouhier, fransk filosof och historiker
- 1989: Carlos Chagas Filho, brasiliansk läkare och biolog
- 1990: Jorge Amado, brasiliansk författare
- 1991: Michel Jouvet, fransk neurologiforskare
- 1992: Ismail Kadare, albansk författare
- 1993: Robert Mallet, fransk författare
- 1994: Yves Pouliquen, fransk medicinforskare
- 1995: Yves Bonnefoy, fransk författare
- 1996: Alain F. Carpentier, fransk hjärtkirurg
- 1997: Václav Havel, tjeckisk författare och politiker
- 1998: Zhen-yi Wang, kinesisk patofysiolog
- 1999: Henri Amouroux, fransk historiker
- 2000: Jean Leclant, fransk egyptolog
- 2001: Yvon Gattaz, fransk affärsman
- 2002: François Nourissier, fransk författare
- 2003: Nicole Le Douarin, fransk embryolog
- 2005: Simon Leys, belgisk författare
- 2006: Jean Clair, fransk essäist och konsthistoriker
- 2007: Mona Ozouf, fransk historiker och författare
- 2008: Mario Vargas Llosa, peruviansk-spansk författare
- 2009: Milan Kundera, tjeckisk-fransk författare
- 2010: Patrick Modiano, fransk författare
- 2012: Trinh Xuan Thuan, vietnamesisk-fransk-amerikansk astronom och författare
- 2013: Robert Darnton, amerikansk kulturhistoriker
- 2014: Andreï Makine, fransk författare
- 2015: Thomas W. Gaehtgens, tysk historiker
- 2016: Sylvie Germain, fransk författarinna